# Antonio Escobar Camargo
Antonio Escobar Camargo (Plato, 1907 - Boston, 12 de enero de 1961) fue un filósofo y político colombiano. Miembro del Partido Conservador Colombiano.

## Biografía
Estudio Filosofía y Letras en el Colegio Mayor de Nuestra Señora del Rosario. Fue representante a la cámara por Magdalena en los periodos 1939-1941, 1945-1947 y 1947-1949 ministro de justicia en el Gobierno de Roberto Urdaneta en 1953, fue encargado ministro de relaciones exteriores en el Gobierno de Gustavo Rojas Pinilla. También fue embajador de Colombia en Italia.

## Obras
- En el Salón de los virreyes testimonio civil de un golpe militar (1957).[6]

## Homenajes
El Puente Antonio Escobar Camargo entre Plato (Magdalena) y Zambrano (Bolívar), conocido popularmente como Puente Alejandro Durán.